# Majtum
Majtum (samisch Májddum) ist eine Siedlung in der schwedischen Provinz Norrbottens län und der historischen Provinz Lappland.
Der nächstgelegene größere Ort (tätort) ist Jokkmokk – der Zentralort der gleichnamigen Gemeinde. Die Inlandsbahn führt durch Majtum, allerdings trägt der Bahnhof den Namen Maitum. In den Sommermonaten gibt es Zugverbindungen von dem kleinen Bahnhof nach Östersund und Gällivare. Durch den Ort führt auch die Europastraße 45.
Majtum liegt am Fluss Majtumälven und am See Majtumsjön. Die Zahl der Einwohner liegt unter fünfzig, so dass vom Statistischen Zentralamt keine Einwohnerzahlen bekanntgegeben werden (2010).